# Timoteij

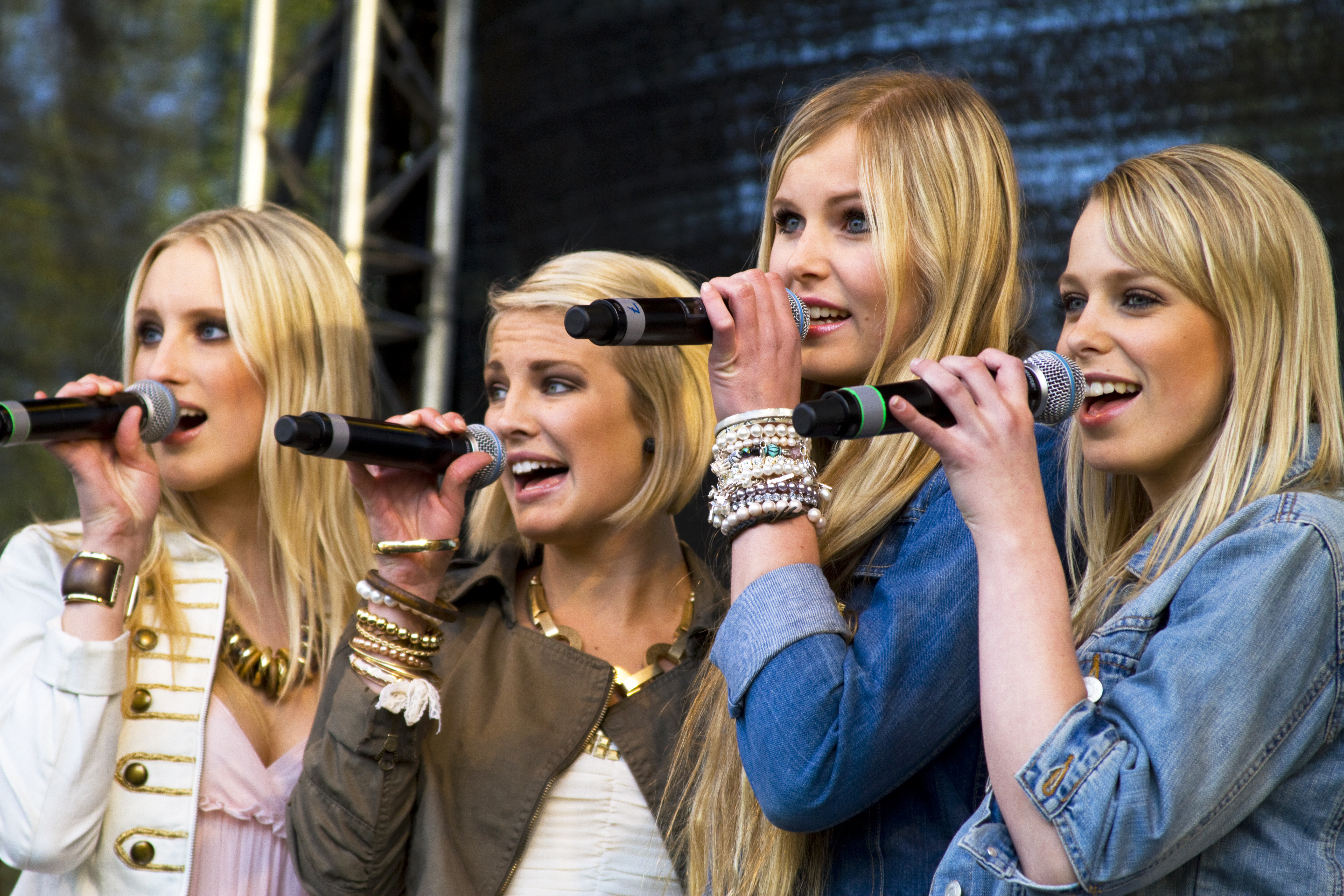
Timoteij

Timoteij is een Zweedse popgroep die uit vier vrouwen bestaat. De groep is opgericht in 2008. De vrouwen zaten toen bij elkaar in dezelfde klas. Zij volgden de richting Music and production aan de Katedralskolan in Skara.
Timoteij werd bekend door hun deelname aan Melodifestivalen 2010. Daar eindigden zij op een vijfde plaats met hun lied Kom (kom mee). "Kom" is geschreven door Karl Eurén, Gustav Eurén en Niclas Arn. Zelf beschrijven de vrouwen hun muziek als een mix van pop, folk en wereldmuziek.
Op 28 april 2010 werd hun debuutalbum "Längtan" (het verlangen) uitgegeven.

## Groepsleden
- Johanna Pettersson (geboren in 1991 in Tibro) – viool en zang
- Bodil Bergström (geboren in 1991 in Skara ) – accordeon en zang
- Cecilia Kallin (geboren in 1991 in Falköping) – gitaar en zang
- Elina Thorsell (geboren in 1991 in Skövde) – fluit en zang